# フォード・ランバート (第5代キャバン伯爵)
第5代キャバン伯爵フォード・ランバート（英語: Ford Lambart, 5th Earl of Cavan、1718年 – 1772年9月29日）は、アイルランド貴族。

## 生涯
第4代キャバン伯爵リチャード・ランバートとマーガレット・トラント（Margaret Trant、1688年頃 – 1737年8月5日、リチャード・トラントの娘）の次男（長男ギルバートは夭折）として、1718年に生まれた。
1742年3月に父が死去すると、キャバン伯爵の爵位を継承、1743年10月4日にアイルランド貴族院議員に就任した。フリーメイソンの一員として、1767年から1769年までアイルランド・グランドロッジのグランドマスターを務めた。
1772年9月29日に死去、10月1日にダブリンで埋葬された。叔父ヘンリーの息子リチャードが爵位を継承した。

## 家族
1742年3月24日にエリザベス・ウォール（Elizabeth Wall、1766年10月4日没、ジェームズ・ウォールの娘）と結婚、1女をもうけた。
- ガートルード（Gertrude） - 1774年3月、マイケル・クローミー（後に準男爵に叙爵）と結婚